# Arrondissement Saint-Denis (Réunion)
Das Arrondissement Saint-Denis ist eine Verwaltungseinheit des französischen Départements Réunion. Hauptort (Präfektur) ist Saint-Denis.
Das Arrondissement bestand bis zur Neuordnung der französischen Kantone im Jahr 2015 aus 3 Gemeinden und 11 Kantonen. Seit 2015 gehören die 3 Gemeinden nur noch 6 Kantonen an.

## Kantone
- Saint-André-1
- Saint-Denis-1
- Saint-Denis-2
- Saint-Denis-3
- Saint-Denis-4
- Sainte-Marie

## Gemeinden
| Gemeinde                   | Einwohner 1. Januar 2022 | Fläche km² | Dichte Einw./km² | Code INSEE | Postleitzahl |
| -------------------------- | ------------------------ | ---------- | ---------------- | ---------- | ------------ |
| Saint-Denis                | 156.149                  | 142,79     | 1.094            | 97411      | 97400        |
| Sainte-Marie               | 35.584                   | 87,21      | 408              | 97418      | 97438        |
| Sainte-Suzanne             | 24.855                   | 57,84      | 430              | 97420      | 97441        |
| Arrondissement Saint-Denis | 216.588                  | 287,84     | 752              | 9741       | –            |